# Charagua

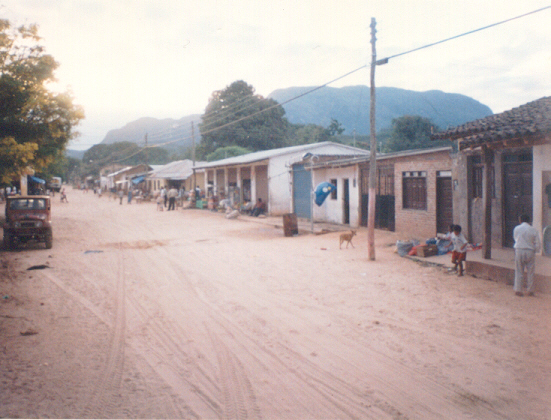
Charagua.

Charagua är en ort i den bolivianska provinsen Cordillera i departementet Santa Cruz.